# Thecla campa
Thecla campa är en fjärilsart som beskrevs av Jones 1912. Thecla campa ingår i släktet Thecla och familjen juvelvingar. Inga underarter finns listade i Catalogue of Life.